# Сили спеціальних операцій

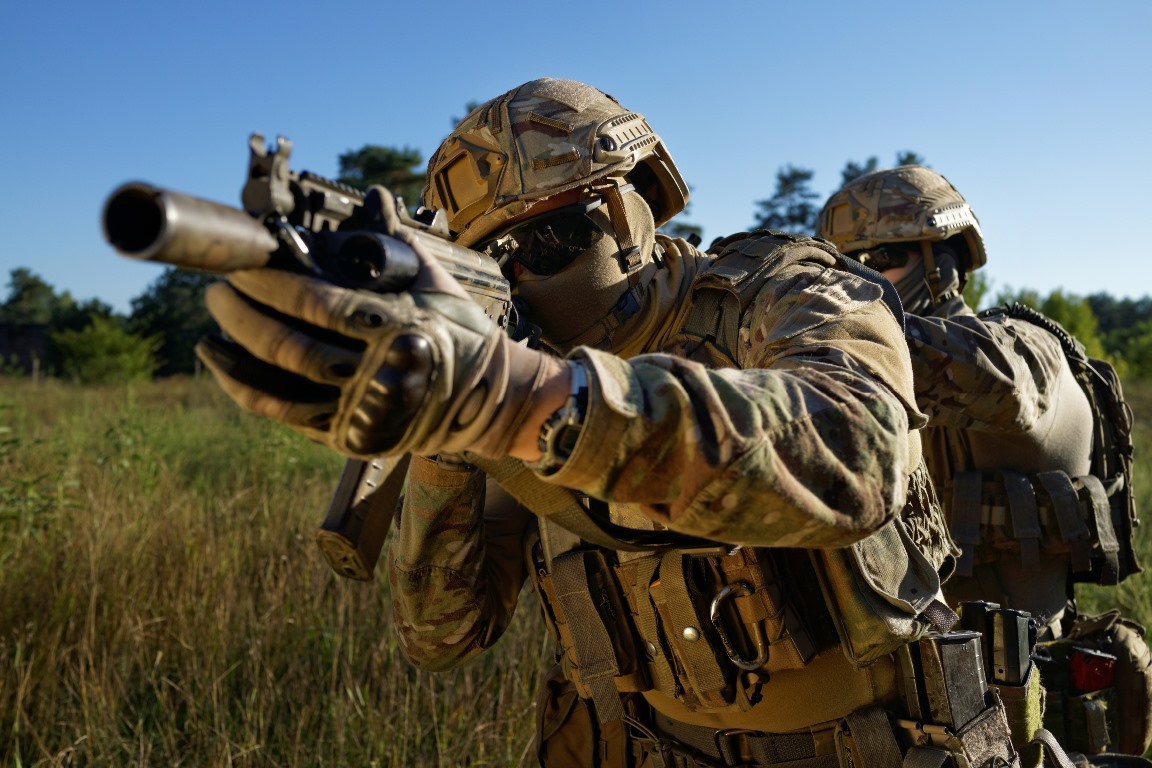
Військовослужбовці сил спеціальних операцій ЗСУ

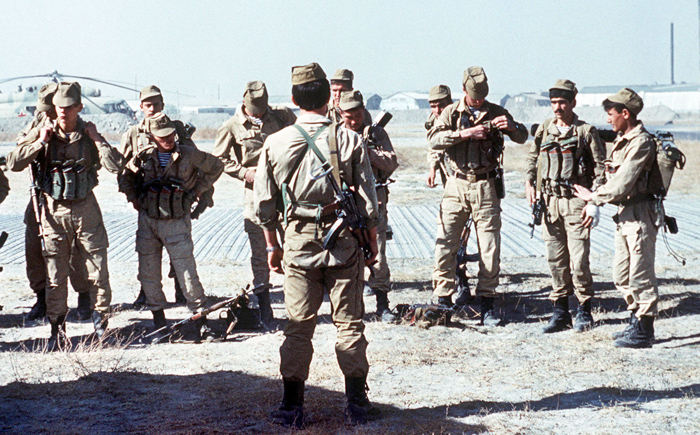
Радянські спецназовці готуються до бойового виходу. Війна в Афганістан, 1988 р.

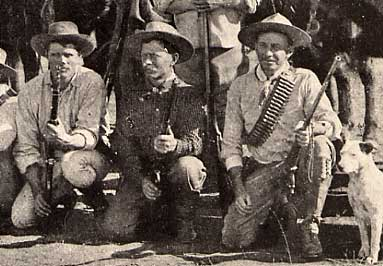
Британські скаути.

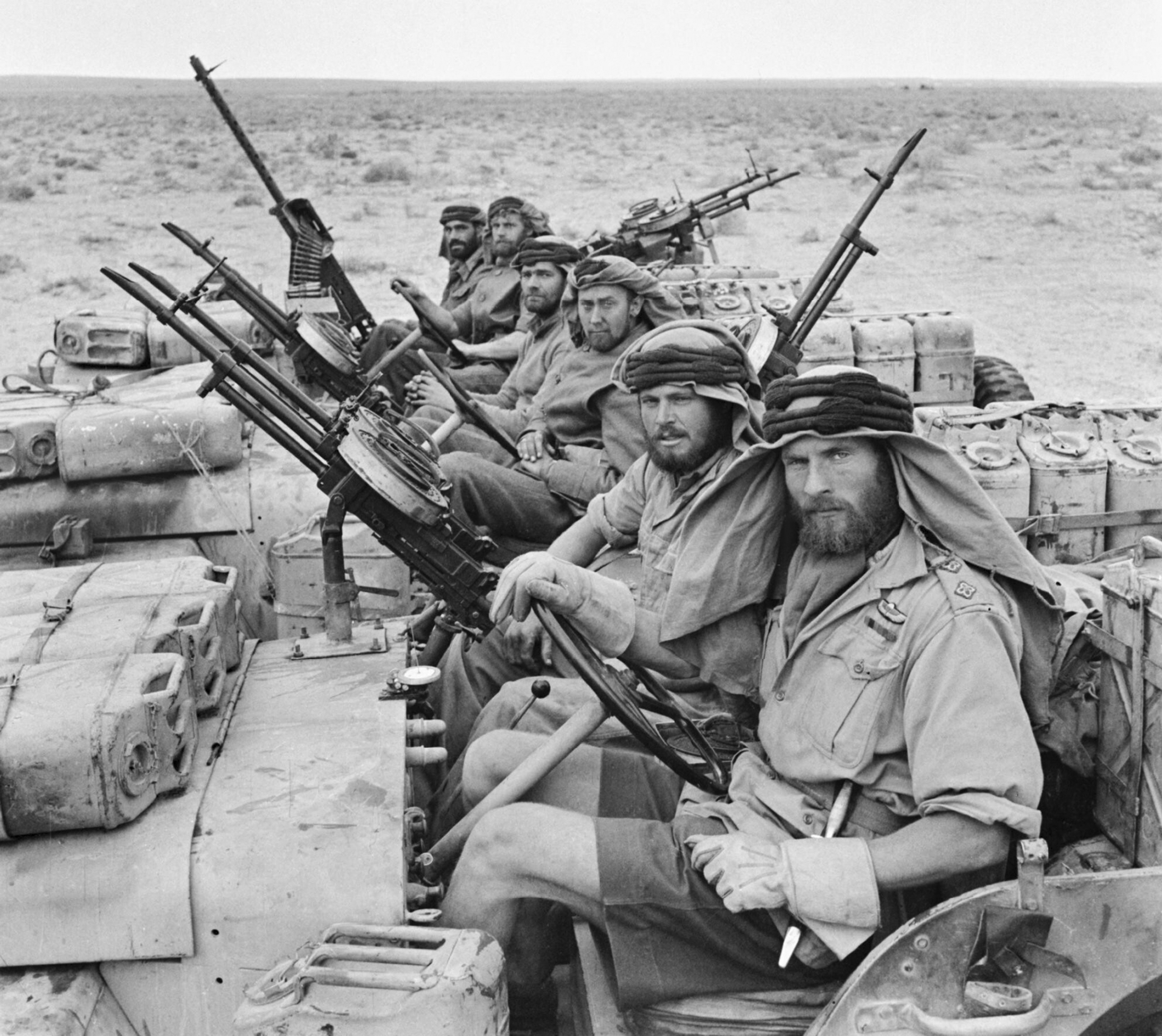
Британський SAS. Північна Африка. 18 січня 1943

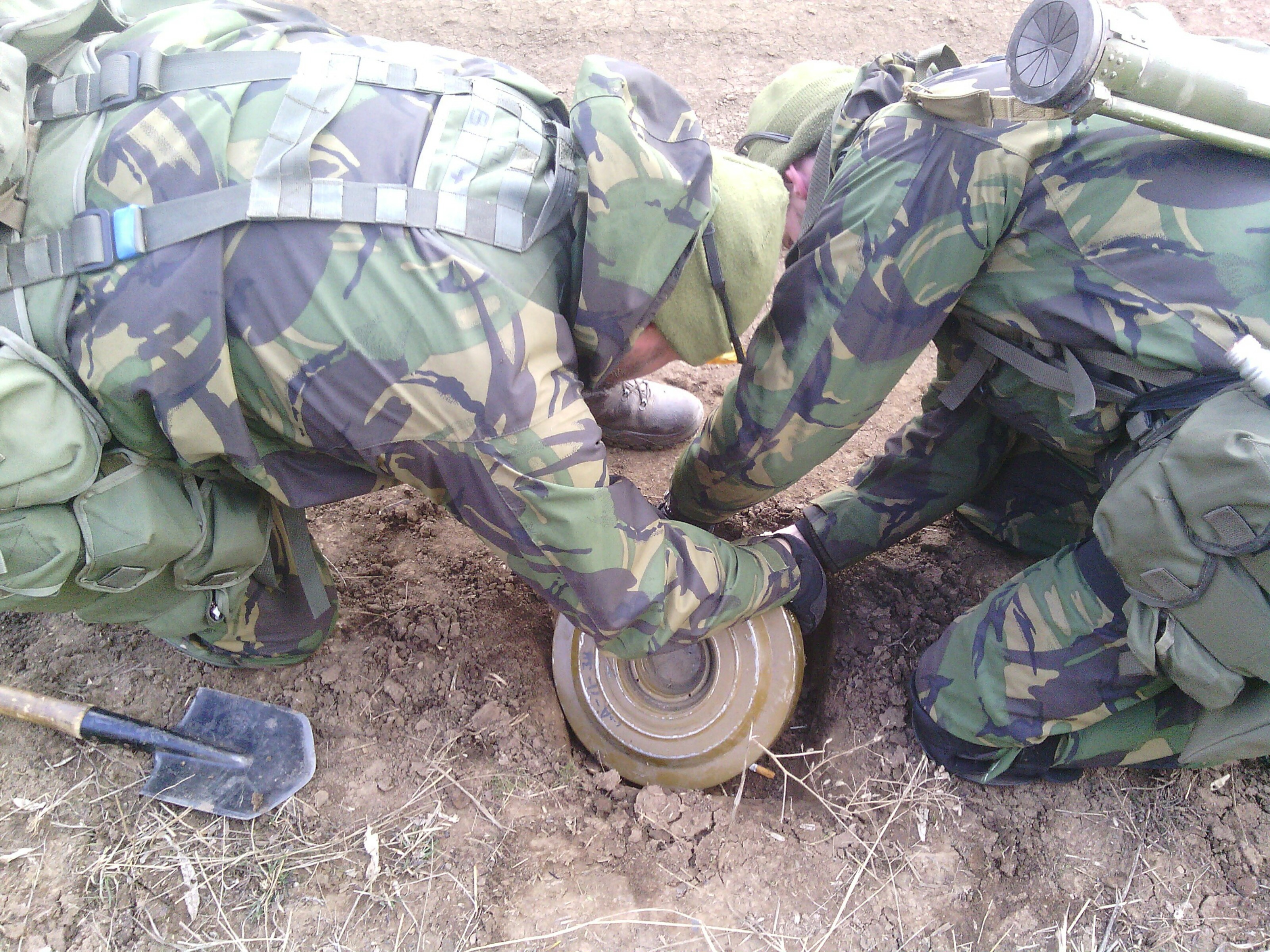
Українські спецпризначенці встановлюють протитанкову міну в районі проведення АТО. Березень 2015 року.

Сили спеціальних операцій (також спецпризначенці, англ. special forces, SAS, commandos) — рід військ, військовослужбовці якого підготовлені за особливою програмою вишколу та до складу якого входять підрозділи і частини різних спеціальних служб, видів збройних сил (сухопутних військ, авіації, флоту, морської піхоти тощо) та поліції (міліції, жандармерії), внутрішніх військ, а також антитерористичні підрозділи, які призначені для боротьби з терористичними формуваннями, для проведення спеціальних операцій, організації партизанської війни, диверсійних актів у глибокому тилу противника і виконання інших складних бойових завдань (мала війна). Особовий склад даних військ має високу тактичну бойову, вогневу, фізичну і психологічну підготовку, в завдання яких входить вирішення специфічних бойових завдань силовими методами в надзвичайно екстремальних умовах із застосуванням спеціальної тактики і засобів.

## Характерні ознаки підрозділів спеціального призначення
- Особливий статус всередині галузевого відомства. Специфіка діяльності підрозділів спеціального призначення накладає відбиток на підрозділи даної категорії всередині міністерства, відомства, армії, авіації або флоту, залежно від відомчої приналежності. Діяльність кожного такого підрозділу спецпризначення закріплена окремим нормативно-правовим актом. Особливі функції вимагають більш специфічного озброєння, оснащення, обладнання, транспорту, що позначається на більш високому фінансуванні на відміну від інших підрозділів. Рівень бойової підготовки вимагає наявності посилення навчальної бази, відповідного оснащення окремих навчальних центрів.
- Професійний статус. Як правило, в спецпідрозділах і спецчастинах служать за контрактом, який укладається на термін не менше трьох років, що пояснюється високою вартістю навчання та підготовки військовослужбовців підрозділів спецпризначення[3].
- Високий рівень психологічної, ідеологічної, фізичної та бойової підготовки особового складу. Підрозділи спеціального призначення, як правило, виконують завдання у специфічних умовах, що вимагає високого рівня підготовки.
- Наявність спеціальних засобів оборони й нападу. Дані підрозділи мають озброєння, оснащення і транспорт з вузьконаправленими, більш високими характеристиками, аніж у тих, які є в галузевому відомстві відповідно штатного розпису. Це обумовлено завданнями покладеними на підрозділи спеціального призначення. З економічної точки зору недоцільно оснащувати коштовним обладнанням всі військові частини. Підрозділи спеціального призначення отримують кошти вузькоспрямованої дії (напр. спеціальні засоби розвідки, спеціальні штурмові засоби). З урахуванням того, що підготовка особового складу підрозділів спецпризначенців має вищі витрати, виникає необхідність більш високого забезпечення безпеки, що вимагає наявності більш технологічних засобів захисту, забезпечення життєдіяльності та евакуації. З економічного боку, життя військовослужбовця (працівника) підрозділу спеціального призначення у театрі ведення війни, на декілька порядків більше цінують, аніж життя звичайного рядового військовослужбовця загальновійськового підрозділу.
- Здатність виконувати завдання автономно в екстремальних умовах. Зважаючи на необхідність здобуття розвідувальних даних про противника, найефективнішим способом є закидання груп спеціального призначення у глибокий тил противника, де розташовані найбільш важливі об'єкти інфраструктури супротивника, а отже містять найбільш повну і цінну інформацію про об'єкт чи подію, що цікавить командування регулярних частин. Оскільки транспортування груп спеціального призначення безпосередньо до необхідного місця на теренах противника ускладнена і зважаючи на посилену охорону, значну відстань від лінії фронту, групи спеціального призначення вимушені часто долати відстань від своєї території до об'єктів завдання пішки, пересуваючись вдалині від населених пунктів, доріг і ліній оборони. В результаті чого, захід може тривати довший час, що передбачає доставку всього екіпірування і спорядження на собі з провізією. Велика автономність груп спеціального призначення та їх навички дії в екстремальних ситуаціях необхідні їм при проведенні диверсій. Зважаючи на малочисельність груп спеціального призначення, вони зобов'язані вміти битися з набагато більшою ефективністю, ніж звичайні військовослужбовці регулярних частин, оскільки військовослужбовці спеціальних формувань у більшості випадків не мають можливості викликати підкріплення або відійти до укріплених позицій через їх відсутність у глибокому тилу противника. Також екстремальність умов виконання ними завдань обумовлена підвищенням активності сил противника після проведення диверсій, в результаті чого спецпризначенці змушені шукати способи і засоби повернення у свій тил, перебуваючи у дуже вузьких часових рамках.

## Завдання спецпризначенців
Залежно від відомчої приналежності, спецпідрозділи призначені для вирішення відповідних завдань:
- Розвідка, диверсійна діяльність.
- Контррозвідка, протидиверсійна діяльність.
- Антитерористична діяльність.
- Пошук, захоплення (арешт) або знищення діючих терористів (ліквідація, нейтралізація).
- Звільнення заручників.
- Забезпечення громадської безпеки в державі.
- Охорона особливо важливих осіб або особливо важливих об'єктів.
- Будь-які екстремально складні завдання, відмінні від основного призначення роду військ

## Історія

### Війська спеціального призначення Збройних сил СРСР
Оскільки українські спецпідрозділи (спецпризначенці) та деякі інші сягають своєю історією у період існування СРСР — має важливе значення (деяка абревіатура термінів додатково подана російською мовою — українська мова була під забороною для військових наказів, ведення державної документації тощо. Див. «Історія української мови», «Хронологія заборон української мови»). Результатом стереотипу підросійського менталітету в сучасній Україні є напис рос. спецназ (від рос. специального назначения) замість укр. спецприз (від укр. спеціального призначення) наприклад на українському шевроні державних службовців суверенної України спецпідрозділу «Омега».

### Міжвідомчі підрозділи
«ЗОВЗ» (рос. СОВО) — зведений оперативно-військовий загін у СРСР до 1978 р., тимчасовий оперативно-військовий підрозділ, сформований під певну задачу із співробітників МВС, КДБ і військовослужбовців Збройних Сил (сухопутних, прикордонних і внутрішніх військ) з метою вирішення раптово виникаючих завдань зі звільнення заручників, звільнення захопленого повітряного судна, затримання або ліквідації особливо небезпечного збройного злочинного угрупування, припинення бунтів у місцях позбавлення волі.

### Спецпризначенці ГРУ Генштабу Збройних Сил СРСР
- чотирнадцять окремих бригад спеціального призначення «ОБСП» (рос. ОБрСпН).
- два окремих навчальних полки, окремі загони (рос. ооСпН), що відповідає батальйону в інших родах військ, або роти спецпризначенців у Сухопутних військах.
- три морські розвідувальні пункти (МРП) ВМФ
- «Дельфін» — підрозділ бойових плавців.

### Спецпризначенці КДБ СРСР
- «Альфа» — Управління «А» КДБ СРСР. Було першим антитерористичним підрозділом у СРСР.
- Група «Б» (1991 р. командир — Борис Бєсков)
- «Хвиля» — спецпідрозділ для Москви і Московської області.
- «Вимпел» — «стратегічні спецпризначенці», підрозділ 1-го Головного Управління КДБ СРСР (зовнішня розвідка), навчене в тому числі веденню операцій на спецоб'єктах (напр. атомні станції).
- Каскад
- Зеніт
- Омега
- Полк спеціального призначення (м. Москва, Кремль);
- 105-й окремий Ризький «Червонопрапорний» ордена «Червоної Зірки» полк «спеціального призначення» (м. Берлін/Карлсхорст);
- Прикордонні війська.

### Спецпризначенці ВМФ СРСР
- 17-та окрема морська бригада спеціального призначення Чорноморського флоту, а також морські розвідувальні пункти на інших флотах.

### Спецпризначенці внутрішніх військ МВС СРСР
- «НРСП» (рос. УРКН) — навчальна рота «спеціального призначення». Сформована 29 грудня 1977 р. на базі 9-ї роти 3-го батальйону 2-го полку ОМСДОП (рос. ОМСДОН) внутрішніх військ МВС СРСР. У грудні 1989 р. на базі НРСП 2-го мотострілецького полку «окремої мотострілецької дивізії особливого призначення» ОМСДОП (рос. ОМСДОН) почалося формування «Управління батальйону спецпризначення». Першим командиром такого батальйону був призначений майор Лисюк Сергій Іванович. У січні того ж року формування було завершено, і почався бойовий вишкіл. Але незабаром загін був направлений у м. Баку, а після у Нагірно-Карабаську автономну область, де спецпризначенці брали участь у операціях із запобігання незаконному перевезенню зброї та наркотиків і ліквідації «незаконних збройних формувань» (НЗФ). 16 березня 1990 р. був виданий наказ — до 1 червня 1990 р. сформувати окрему роту спеціального призначення «Витязь» (загін спецпризначення — ЗСП).
- «ОМСБОП» (рос. ОМСБОН) — «окремий мотострілецький батальйон особливого призначення» у ОМСДОП (рос. ОМСДОН) внутрішніх військ МВС СРСР. У завдання батальйону входила охорона і оборона адміністративних будинків ЦК КПРС, Ради Міністрів СРСР і «Алмазного фонду».

### Спецпризначенці міліції МВС СРСР
- ЗМОП (рос. ОМОН) — загін міліції особливого призначення Головного Управління ВС Московського міського виконкому.

## Спеціальні підрозділи в Україні

### Спеціальні підрозділиНаціональної гвардії України(Внутрішніх військ МВС України)
1. 1-ша бригада оперативного призначення (колишня бригада спеціального призначення ВВ МВС «Барс»);
2. 3-тя бригада оперативного призначення;
3. 4-та бригада оперативного призначення;
4. 12-та бригада оперативного призначення «Азов» (колишня 12-та бригада оперативного призначення);
5. Батальйон спеціального призначення НГУ «Донбас»
6. 13-та бригада оперативного призначення (колишній добровольчий загін «Хартія»);
7. 14-та бригада оперативного призначення (колишній 8-й полк оперативного призначення, колишній полк спеціального призначення «Ягуар»);
8. 15-та бригада оперативного призначення (колишній 9-й полк оперативного призначення, колишній  полк спеціального призначення «Гепард»);
9. 4-й батальйон оперативного призначення «Крук» 50-го полку НГУ;
10. Окремий загін спеціального призначення «Омега»;
11. Окремий загін спеціального призначення «Вега Захід»;
12. Полк спеціального призначення ВВ МВС «Тигр» (розпущений);
13. Загін спеціального призначення ВВ МВС«Скорпіон» (розпущений);
14. Гірськострілецький батальйон спеціального призначення ВВ МВС«Кобра» (розпущений);
15. Загін бойових плавців ВВ МВС «Лаванда» (розпущений);
16. Рота розвідки спеціального призначення ВВ МВС «Тінь» (розпущений).

- Загони спеціального призначення (спецпризначенці) територіальних командувань Національної гвардії України — окремі загони спеціального призначення, які створені у структурах кожного територіального командування НГУ (Східного, Західного, Кримського, Північного, Центрального, Південного);
- розвідувальна рота спеціального призначення 45-го Римникського полку Західного територіального командування Національної гвардії України (дислокація — м. Львів)[4].

### Спеціальні підрозділиМВС України
Національна поліція України:
1. Підрозділ поліції особливого призначення «КОРД»;
2. Управління поліції охорони з фізичної безпеки в м. Києві (УПО ФБ) — колишній спеціальний полк «Титан»;
3. Полк спеціальної поліції «Київ»;
4. Полк спеціальної поліції «Дніпро-1»;
5. Підрозділ поліції з охорони громадського порядку «ТОР».

Міліція:
1. Підрозділ міліції особливого призначення «Беркут» (розформований);
2. Спецпідрозділ управління боротьби з організованою злочинністю «Сокіл» (розформований);
3. Спеціальний полк «Титан» (переформовано в УПО ФБ);
4. Спецпідрозділ судової міліції «Грифон» (розформований).

### Спеціальні підрозділиСБ України
- Спецпідрозділ «Альфа».

### Спеціальні підрозділи та розвідувальні частиниГУР МО України
- 10-й окремий загін спеціального призначення (м. Київ);
- Kraken (спецпідрозділ) (м. Харків).
- 54-й окремий розвідувальний батальйон (м. Звягель);
- 74-й окремий розвідувальний батальйон (смт Черкаське);
- 129-й окремий розвідувальний батальйон (смт Нікольське);
- 130-й окремий розвідувальний батальйон (м.Рівне);
- 131-й окремий розвідувальний батальйон (м.Калинів).

### Спеціальні підрозділиСил спеціальних операцій Збройних Сил України
- 3-й окремий полк спеціального призначення (м. Кропивницький);
- 8-й окремий полк спеціального призначення (м. Хмельницький);
- 73-й морський центр спеціальних операцій (м. Очаків);
- 140-й центр Сил спеціальних операцій (м.Хмельницький).

### Спеціальні, розвідувальні та гірсько-піхотні підрозділиСухопутних військ Збройних Сил України
- 55-й окремий розвідувальний батальйон «УНСО» (створений з членів УНСО та «Правого Сектору» при Міністерстві Оборони України)
- 15-й окремий гірсько-штурмовий батальйон (Україна) (м. Ужгород) у складі 128 огшбр (м. Мукачево);
- 10-та окрема гірсько-штурмова бригада (м. Коломия);
- рота спеціального призначення Окремої президентської бригади (м. Київ);
- у складі танкових, механізованих і мотопіхотних з'єднань (частин) Сухопутних військ є розвідувальні підрозділи (роти).

### ПідрозділиДесантно-штурмових військ Збройних Сил України
- 25-та окрема повітрянодесантна бригада (смт Гвардійське);
- 45-та окрема десантно-штурмова бригада (м. Болград);
- 46-та окрема аеромобільна бригада (м. Полтава);
- 77-ма окрема аеромобільна бригада (м. Житомир)
- 79-та окрема десантно-штурмова бригада (м. Миколаїв);
- 80-та окрема десантно-штурмова бригада (м. Львів):
  - 87-й окремий аеромобільний батальйон (м.Чернівці).
- 81-ша окрема аеромобільна бригада ( м. Костянтинівка, Донецька область):
  - 90-й окремий аеромобільний батальйон (м. Житомир);
  - 122-й окремий аеромобільний батальйон (м.Костянтинівка).
- 95-та окрема десантно-штурмова бригада (м. Житомир):
  - 13-й окремий десантно-штурмовий батальйон (м. Житомир).

### Спеціальні підрозділиВМС України
- 29-й морський розвідувальний пункт (м. Очаків);
- 801-й окремий підводний протидиверсійний загін (м. Одеса). До складу входить команда боротьби з бойовими плавцями, група спеціального призначення та підрозділи забезпечення.

### Корпус морської піхоти України
- 35-та окрема бригада морської піхоти (с. Дачне):
  - 18-й окремий батальйон морської піхоти (смт. Сарата, Одеська область);
  - 88-й окремий батальйон морської піхоти (м. Болград, Одеська область);
  - 137-й окремий батальйон морської піхоти (м. Одеса).
- 36-та окрема бригада морської піхоти (м. Миколаїв):
  -  1-й окремий батальйон морської піхоти (м. Миколаїв);
  -  501-й окремий батальйон морської піхоти (м. Бердянськ).
- 37-ма окрема бригада морської піхоти:
  - 505-й окремий батальйон морської піхоти
- 38-ма окрема бригада морської піхоти:
  -  503-й окремий батальйон морської піхоти (м. Маріуполь).

### Спеціальні підрозділиДержавної прикордонної служби України
- 10-й мобільний прикордонний загін «Дозор»
- окремий загін оперативного реагування (м. Бортничі), при штабі Державної прикордонної служби України (м. Київ);
- загін «Форос» — охорона спецоб'єктів (розформований);
- прикордонна комендатура швидкого реагування Харківського прикордонного загону Східного регіонального управління ДПСУ;
- прикордонна комендатура швидкого реагування Кінологічного навчального центру Західного регіонального управління ДПСУ;
- прикордонна комендатура швидкого реагування Ізмаїльського прикордонного загону Південного регіонального управління ДПСУ;
- окремий відділ прикордонної служби типу С Східного регіонального управління ДПСУ;
- окремий відділ прикордонної служби типу С Північного регіонального управління ДПСУ;
- окремий відділ прикордонної служби типу С Західного регіонального управління ДПСУ;
- окремий відділ прикордонної служби типу С Південного регіонального управління ДПСУ;
- окремий відділ прикордонної служби типу С Азовсько-Чорноморського регіонального управління ДПСУ;
- мобільні застави прикордонних загонів[4].

### Медичний спеціальний підрозділ України
- 699-й «МОСН» при 408-му «ОВГ» (м. Київ)[4].

### Спецпризначенці військової служби правопорядку Збройних Сил України
На випадок антитерористичних операцій під час захоплення високопосадових осіб і стратегічних об'єктів Міністерства оборони України:
- відділ спеціального призначення Північного територіального управління Військової служби правопорядку у Збройних Силах України;
- відділ спеціального призначення Південного територіального управління Військової служби правопорядку у Збройних Силах України;
- відділ спеціального призначення Західного територіального управління Військової служби правопорядку у Збройних Силах України[4].
- 138-й центр спеціального призначення (протидії диверсіям та терористичним актам) імені князя Володимира Святославича

### Навчальні частини МО України
- навчальний аеромобільний батальйон 354-го навчального механізованого полку смт Десна (Чернігівська обл.);
- навчальна рота розвідки 300-го навчального танкового полку смт Десна (Чернігівська обл.);
- навчальна рота снайперів 300-го навчального танкового полку смт Десна (Чернігівська обл.).

## Спеціальні підрозділи Угорщини
Має важливе значення, оскільки межує з Україною.
- 34-й батальйон спеціальних операцій імені Ласло Берсцені.

## Спеціальні підрозділи Польщі
Має важливе значення, оскільки межує з Україною.

### Поліцейські спецпризначенці Польщі
- Підрозділи поліції спеціального призначення, є у всіх воєводствах; завдання — антитерор, затримання озброєних злочинців (пол. SPAP - Samodzielny Pododdział Antyterrorystyczny Policji).

### Спецпризначенці Збройних Сил Польщі
- «ГРОМ» — мобільна група оперативного реагування, спеціальний підрозділ армії Польщі (пол. Grupa Reagowania Operacyjno-Manewrowego).
- 1-й спеціальний полк «командос»; військова частина «СпН НД РП», складається з штурмової групи та бойових плавців.
- «Формоза» — військово-морський спеціальний підрозділ Польщі, складається з бойових плавців (пол. Morska Jednostka Działań Specjalnych «Formoza»).

## Спеціальні підрозділи Білорусі
Має важливе значення, оскільки межує з Україною.

### Армійські спецпризначенці Білорусі
- 5-та окрема бригада спеціального призначення — розвідувально-диверсійний підрозділ. Розташована в м. Мар'їна Горка (Пуховицький район, Мінська область). Сформована у 1963 р., має високу бойову підготовку і великий бойовий досвід. Брала участь у бойових діях у складі контингенту радянських військ в Афганістані, входила до числа радянських військ, які проводили спецзаходи у Закавказзі під час азербайджано-вірменського конфлікту. Наприкінці 1980-х років у складі бригади була створена офіцерська рота, яка комплектувалася виключно офіцерами і прапорщиками. Бригада є одним з декількох з'єднань спеціального призначення, що входять до складу Сил спеціальних операцій Збройних сил Республіки Білорусі. Відноситься до армійських спецпризначенців, за характером виконуваних завдань кардинально відрізняється від інших підрозділів «спецпризначення» (СпП), що входять у систему забезпечення безпеки Республіки Білорусь.
- 33-й гвардійський окремий загін «СпП» — розвідувально-диверсійний підрозділ. Комплектується офіцерами і прапорщиками. Виконує особливо важливі завдання.

### Спецпризначенці КДБ Білорусі
- «Альфа» — антитерористичний підрозділ. Сформована в 1990 р. в м. Мінськ. Спочатку обслуговувала і балтійські республіки СРСР.

### Спецпризначенці прикордонних військ Білорусі
- Окрема служба активних заходів (ОСАЗ) — підрозділ, у завдання якого входить антитерористична діяльність у прикордонній смузі. У даному підрозділі проходили службу старші сини Президента РБ О. Г. Лукашенко — Віктор і Дмитро.

### Спецпризначенці внутрішніх військ МВС Білорусі
- 3-я окрема Червонопрапорна бригада спеціального призначення (в/ч 3214), розташована в м. Мінськ у мікрорайоні Уруччя, «Урученська бригада») — виконує завдання у боротьбі з масовими заворушеннями, боротьбі з тероризмом, надання допомоги прикордонним військам у разі ускладнення оперативної обстановки на кордоні. Також, бригада проходить підготовку з загальновійськової програмі на випадок виникнення збройного конфлікту. Сформована в 1990-х роках на базі 334 полку 120-ї дивізії.
- Спеціальний загін швидкого реагування (СЗШР) — підрозділ «Урученської бригади».

### Спецпризначенці міліції Білорусі
- «Полк міліції спеціального призначення» (ПМСП) — розташований в м. Мінськ. Сформований восени 2005 р. У серпні 2012 р., ПМСН був заново перейменований в «Загін міліції особливого призначення» (ЗМОП).
- Спеціальний підрозділ у боротьбі з тероризмом «Алмаз» (СПБТ «Алмаз») — підрозділ, що виконує завдання у боротьбі з тероризмом. Переформовано зі спецпризначенців управління виконання покарань МВС СРСР. Згідно з програмою бойової та спеціальної підготовки, кожен співробітник: проходить навчання з тактико-вогневої підготовки, спеціальної вогневої підготовки, володіє навичками міського альпінізму, проходить курс бойових плавців і легких водолазів, курс парашутних стрибків.

## Спеціальні підрозділи Росії
Має важливе значення, оскільки межує з Україною.

### СпецпризначенціГУ ГенштабуЗС Росії
- 2-га окрема бригада спеціального призначення (сформована у 1962—1963 рр. у м. Псков, Західний військовий округ);
- 3-тя окрема Гвардійська Варшавсько-Берлінська Червонопрапорна ордена Суворова 3-го ступеня бригада спеціального призначення (сформована у 1966 р. у м. Тольятті) Самарська область, Центральний військовий округ;
- 10-та окрема ордена Жукова бригада спеціального призначення Північно-Кавказького військового округу (сформована у 2003 р. у с. Молькіно Краснодарського краю, Південний військовий округ);
- 14-та окрема бригада спеціального призначення (сформована у 1963 р., м. Уссурійськ, Східний військовий округ);
- 16-та окрема бригада спеціального призначення (сформована у 1963 р., передислокована до м. Тамбов, Західний військовий округ);
- 22-га окрема гвардійська бригада спеціального призначення (сформована у 1976 р., с. Ковалівка Аксайського району Ростовської області, Південний військовий округ);
- 24-та окрема бригада спеціального призначення (сформована у 1977 р., м. Улан-Уде, Східний військовий округ), передислокована до м. Іркутськ. У 2012 р. передислокована до м. Новосибірську;
- 25-й полк спеціального призначення. Створений в 2012 р. для забезпечення безпеки Олімпіади в Сочі в 2014 р. Дислокується в Ставрополі на території штабу 49-ї армії.

### Сили спеціальних операцій Російської Федерації
- Центр спеціального призначення «Сенеж»
- Центр спеціального призначення «Кубінка»

### Морські розвідувальні пункти ГУ ЗС Росії
- 42-й морський розвідувальний пункт (острів Російський, бухта Новий джигіт, поблизу м. Владивосток, Тихоокеанський флот);
- 420-й морський розвідувальний пункт (м. Полярний, поблизу Мурманська, Північний флот);
- 431-й морський розвідувальний пункт (м. Туапсе, Чорноморський флот);
- 561-й морський розвідувальний пункт (с. Вітрильне, поблизу м. Балтійськ, Калінінградська область, Балтійський флот).

### Спецпризначенці повітрянодесантних військ Росії
- 45-та окрема гвардійська розвідувальна ордену Кутузова ордену Олександра Невського бригада спеціального призначення Повітрянодесантних військ. Сформований в 1994 р., в/ч 28337 Кубинка Московської області.

### Спецпризначенці ВМФ Росії
Загони боротьби з підводними диверсійними силами та засобами:
- 160-й відділ спеціального призначення (ВСП) підводних диверсійних сил і засобів (ПДСЗ) у Відяєво, Північний флот;
- 269-й ВСП ПДСЗ (Гаджиєво, Північний флот);
- 313-й ВСП ПДСЗ (с. Супутник, Північний флот);
- 311-й ВСП ПДСЗ (Петропавловськ-Камчатський, Тихоокеанський флот)
- 313-й ВСП ВМФ (Балтійськ, Балтійський флот);
- 473-й ВСП ВМФ (Кронштадт, Балтійський флот);
- 102-й ВСП ПДСЗ (Севастополь, Чорноморський флот)[5];
- 159-й ВСП ПДСЗ (Павловськ, Тихоокеанський флот).

### СпецпризначенціФСБ Росії
- загін спеціального призначення (ЗСП) «Альфа» Управління «А» ФСБ;
- ЗСП «Вимпел» Управління «В» ФСБ;
- Управління «Т» — з контррозвідувального забезпечення об'єктів транспорту (Анти-терор);
- спецпідрозділ «Касатка» у м. Мурманськ;
- спецпідрозділ «Град» у м. Санкт-Петербург.

### СпецпризначенціСлужби зовнішньої розвідки Росії
- загін спеціального призначення (ЗСП) «Заслон».

### Спецпризначенці внутрішніх військ МВС Росії
У завдання центру і загонів входить проведення антитерористичних заходів у зоні оперативного обслуговування, пошук та ліквідація незаконних збройних формувань, ліквідація масових заворушень, затримання особливо небезпечних злочинців, звільнення заручників.
- 604-й Центр спеціального призначення (ЦСП) — сформований у 2008 р. у складі «окремої дивізії оперативного призначення» (ОДОП) шляхом об'єднання 1 ЗСП «Витязь» і 8 ЗСП «Русь», правонаступник — «навчальна рота спеціального призначення» (НРСП).
- 7-й загін спеціального призначення (ЗСП) «Росич», м. Новочеркаськ;
- 12-й ЗСП «Урал», м. Нижній Тагіл;
- 15-й ЗСП «В'ятич», м. Армавір;
- 17-й ЗСП «Едельвейс», м. Мінеральні Води,
- 19-й ЗСП «Єрмак», м. Новосибірськ;
- 21-й ЗСП «Тайфун», м. Хабаровськ;
- 23-й ЗСП «Мечел», м. Челябінськ;
- 24-й ЗСП;
- 25-й ЗСП «Меркурій», м. Смоленськ;
- 26-й ЗСП «Барс», м. Казань;
- 27-й ЗСП «Кузбас», м. Кемерово;
- 28-й ЗСП «Ратник», м. Архангельськ;
- 29-й ЗСП «Булат», м. Уфа;
- 33-й ЗСП «Пересвет», м. Москва;
- 34-й ЗСП, м. Грозний;
- ЗСП «Рись», м Сєвєрськ (Окремий взвод спеціального призначення ВВ);
- «Росомаха», м. Железногорськ (Красноярський край).

### Спецпризначенці поліції МВС Росії
«СОБР» — спеціальні загони швидкого реагування УВС-ГУВС суб'єктів Російської Федерації, раніше — загони міліції спеціального призначення (ЗМСП). У даний час загін Центрального апарату МВС Росії носить назву СОБР «Рись» МВС Росії. Має гасло «перший серед рівних», тобто, судячи з заяв керівництва МВС Росії в ЗМІ, служить еталоном для спецпризначенців поліції. Офіцери СОБРу «Рись» МВС Росії постійно беруть найактивнішу участь у всіх значних спеціальних операціях на території Російської Федерації. У 2011 р. загонам міліції спеціального призначення була повернута абревіатура СОБР. Основне завдання створення СОБРу — боротьба з організованою злочинністю у всіх її проявах, усіма видами і засобами. Однак у зв'язку із зміною внутрішньополітичної обстановки СОБР успішно застосовувалися зокрема в військових операціях. Численність — 87 загонів.

### Спецпризначенці Прикордонної служби Федеральної служби безпеки Росії
- спецпідрозділ «Сігма» (Управління «С»).

### Спецпризначенці Федеральної служби Російської Федерації з контролю за обігом наркотиків
- відділ спеціального призначення (ВСП) «Гром» Управління спеціального призначення та охорони РФ;
- 5-й оперативно-бойовий відділ (ОБВ) «Ніка».

### Спецпризначенці Федеральної служби виконання покарань у Росії
Відділи спеціального призначення (ВСП) Федеральної служби виконання покарань Росії створені 13 листопада 1990 року. В завдання підрозділів даного відділу входить попередження й припинення злочинів та правопорушень на об'єктах пенітенціарних установ, пошук і захоплення особливо небезпечних злочинців, забезпечення безпеки на спецзаходах, звільнення захоплених засудженими заручників, а також охорона вищих посадових осіб відомства.

### Спецпризначенці МНС Росії
- Центр спецоперацій особливого ризику «Лідер».

## Спеціальні підрозділи Туреччини
Має важливе значення, оскільки межує з Україною.

### Спецпризначенці Генерального штабу Туреччини
- OKK (командування спеціального призначення) — підрозділ спеціальної розвідки, більше відомий як «бордові берети», у завдання якого входять проведення розвідувально-диверсійних заходів та організація партизанського руху на тимчасово окупованих територіях.

### Армійські спецпризначенці Туреччини
- 1-а бригада «командос», завданням якої є участь в протирозвідувальних і антидиверсійних заходах, базується поблизу Кайзері (Kayseri).
- 2-а бригада «командос» — базується в Болу.
- SAS, Su Alti Savunma: спецпризначенці ВМС, аналог «морських котиків» — базуються в Стамбулі, Ріва.
- SAT, Su Alti Taaruz: спецпризначенці ВМС, бойові плавці (диверсійні спецпризначенці).
- Спеціальний загін гірських єгерів.

### Спецпризначенці ВМС Туреччини
- SAT (Su Altı Taaruz) — підрозділ бойових плавців, знаходиться в Стамбулі, кечілік (kecilik).
- Бригада морської піхоти — базується під Ізмірі.

## Галерея

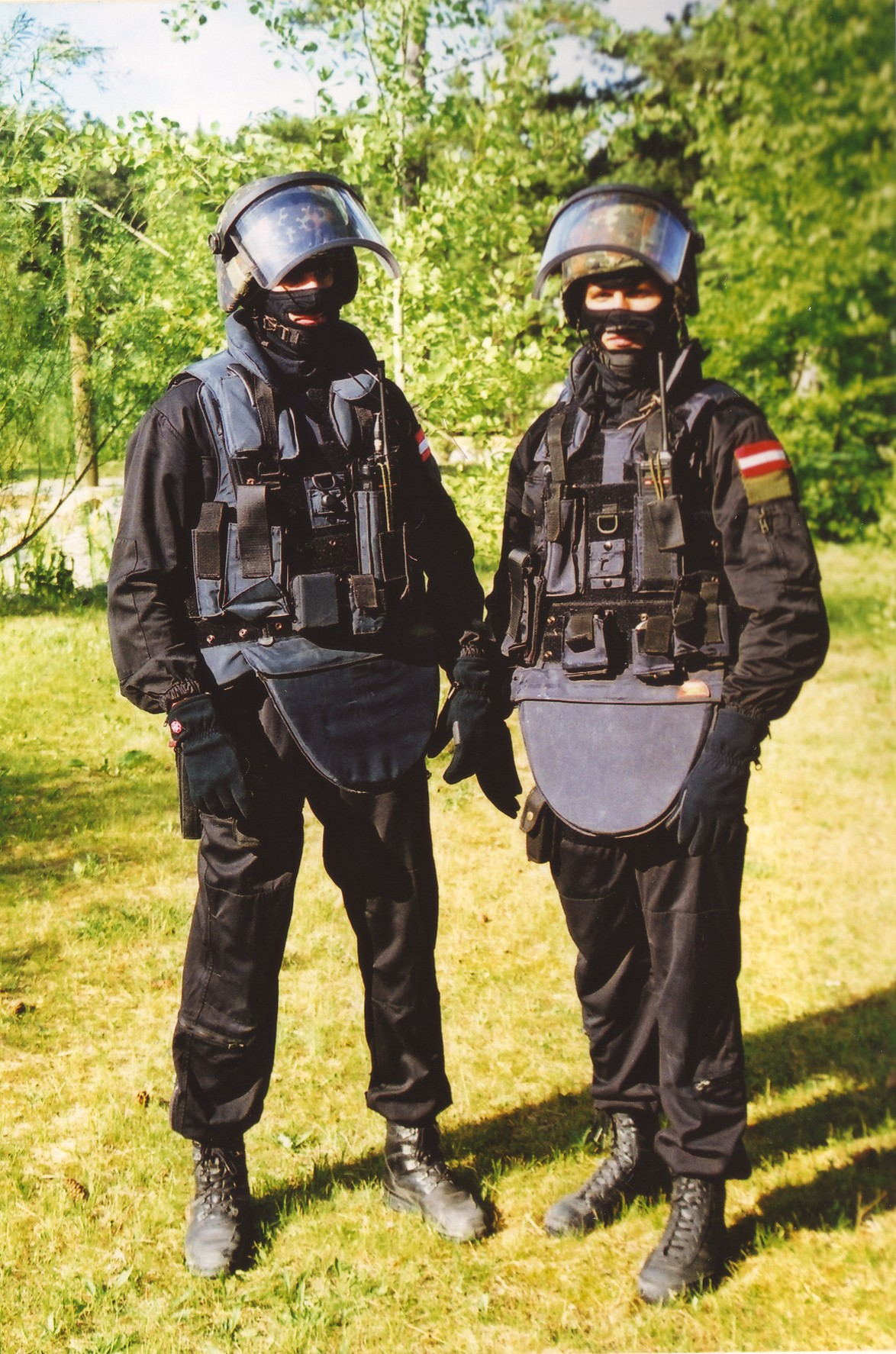
"EKO Cobra" (Einsatzkommando Cobra), Австрія
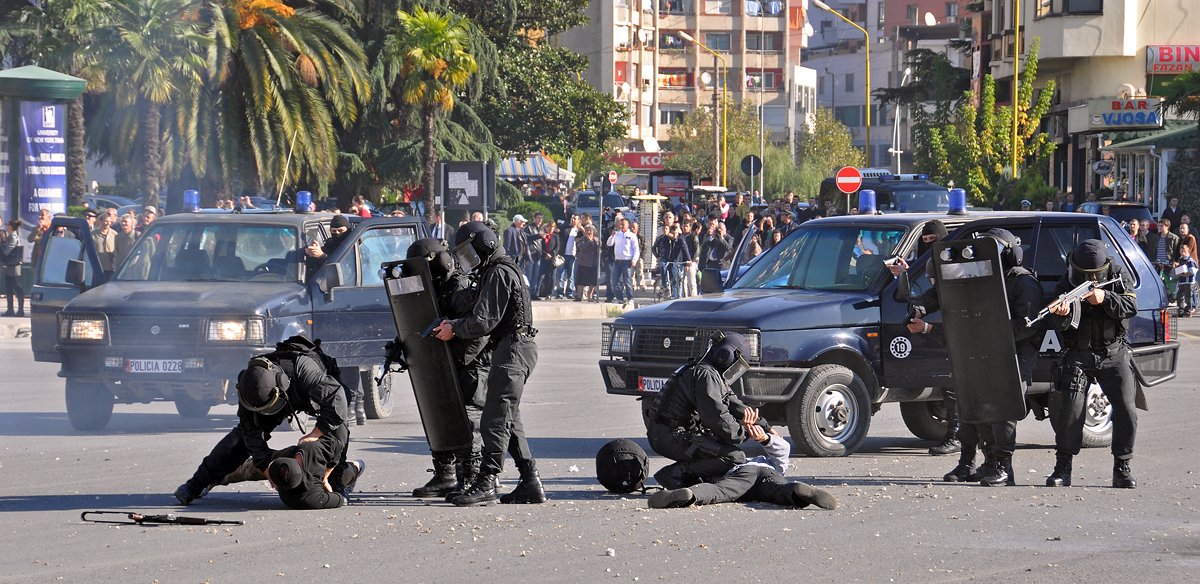
"RENEA" (Reparti i Neutralizimit të Elementit të Armatosur), Албанія
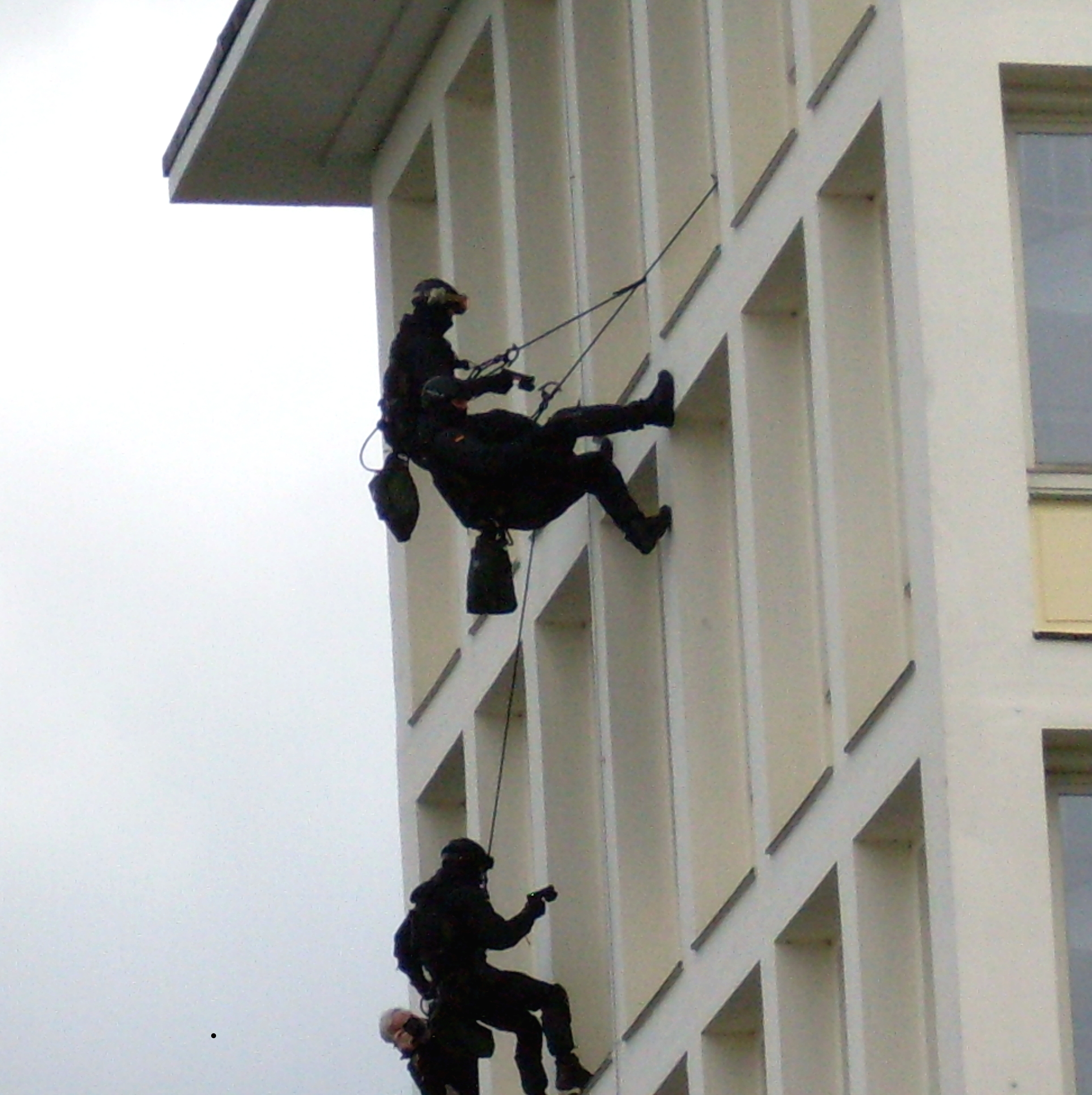
"GSG 9" (Grenzschutzgruppe 9), Німеччина
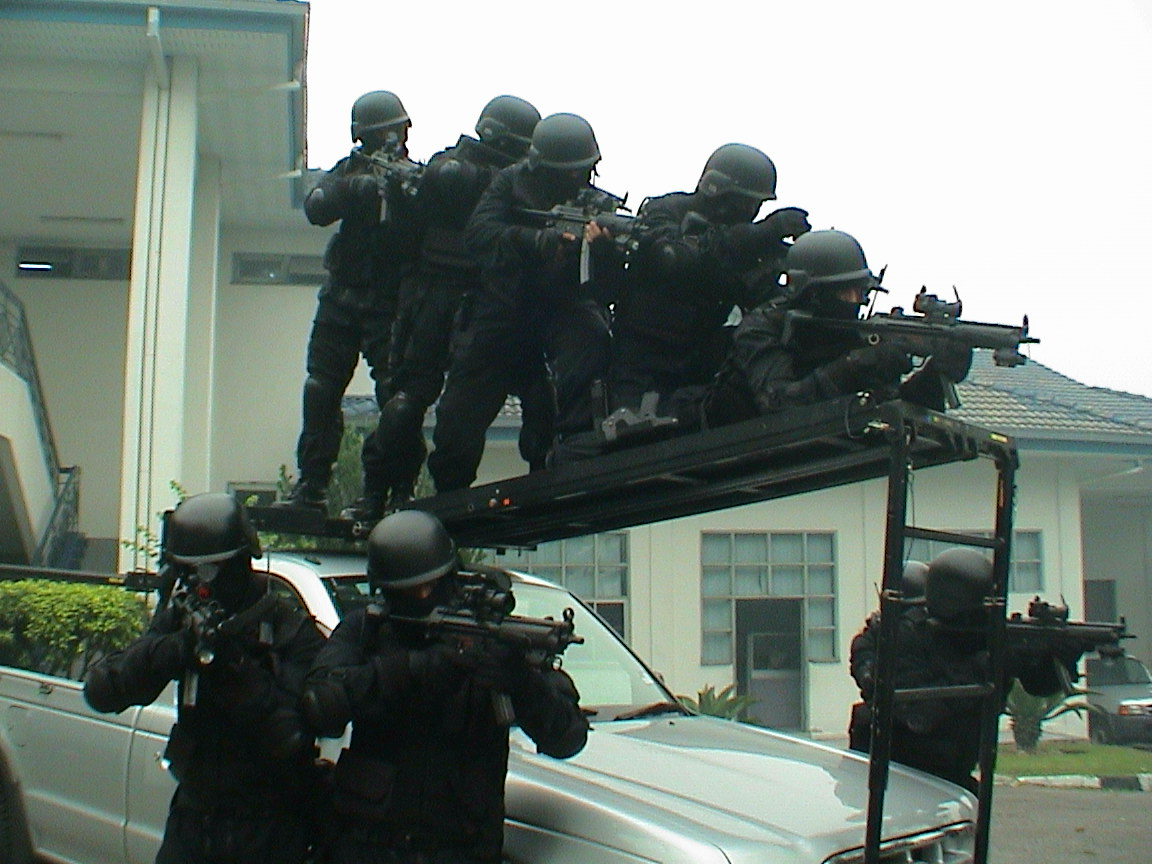
"PGK" (Pasukan Gerakan Khas), Малайзія
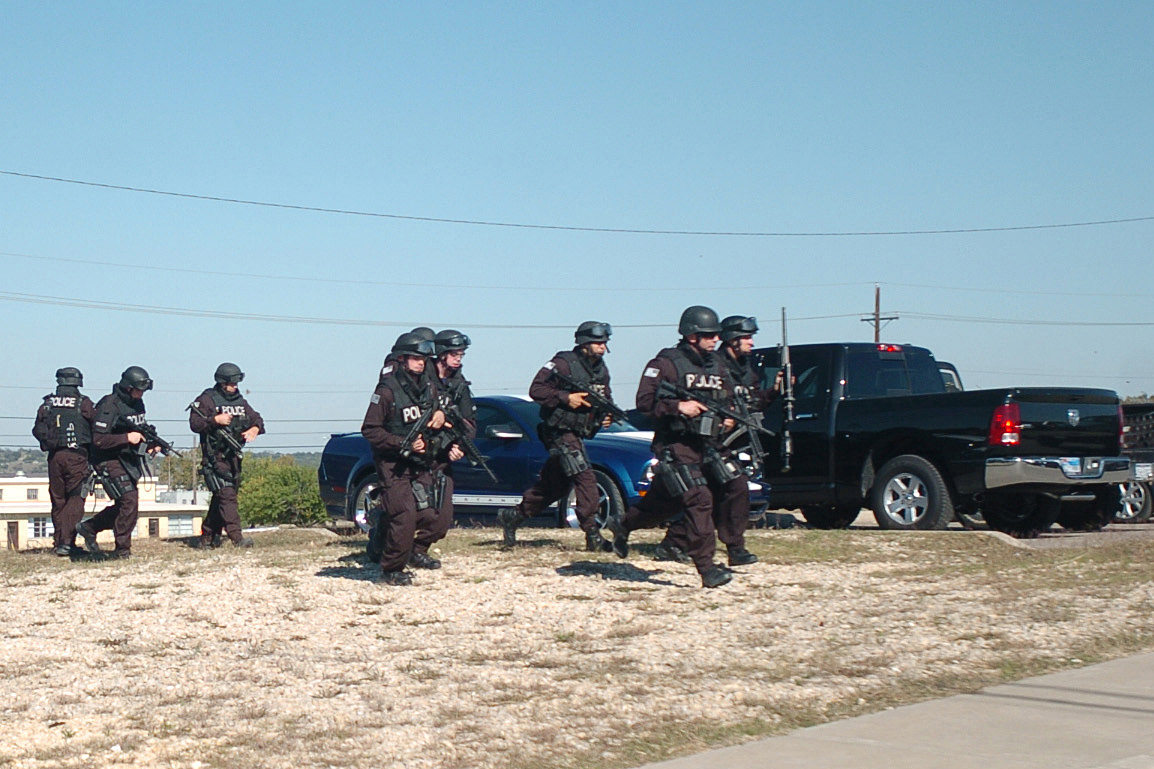
"SWAT" (Special Weapons And Tactics), США